# Quercus columnaris
Quercus columnaris är en bokväxtart som beskrevs av Kendall Laughlin. Quercus columnaris ingår i släktet ekar, och familjen bokväxter.
Artens utbredningsområde är Illinois. Inga underarter finns listade.